# Дніпро (ракета-носій)
Дніпро — українсько-російська ракета-носій космічного призначення середнього класу, створена на базі балістичних ракет РС-20 (SS-18 «Сатана»).
Ракета має стартову масу 211 т, довжину 34 м, діаметр 3 м і здатна вивести на орбіту висотою 300–900 км космічний апарат або групу супутників різного призначення стартовою масою до 3,7 т. Один запуск «Дніпра» коштує близько 18 млн євро.

## Історія створення
Ракету-носій легкого класу «Дніпро» було створено у 1999 році на базі міжконтинентальних балістичних ракет РС-20 (у класифікації країн НАТО — SS-18 «Сатана»), що підлягали скороченню відповідно до російсько-американського договору. Договір допускає використання ракет РС-20 для доставлення об'єктів у космос.
Важка міжконтинентальна балістична ракета РС-20 була розроблена в 70-ті роки в конструкторському бюро «Південне». У 1975 році ракета була прийнята на озброєння радянською армією. На цей час ракета РС-20 є найбільш могутньою ракетою цього класу. На всіх етапах експлуатації ракета знаходиться в транспортно-пусковому контейнері, пуск здійснюється із шахтної пускової установки, що забезпечує незалежність від погодних умов. Високоточна система керування забезпечує високу точність виведення космічного апарата. Саме завдяки характеристикам ракети на її базі була створена високоефективна ракета-носій для запусків космічних апаратів.
У зв'язку з підписанням договору СНО-1, який передбачав знищення 50% РС-20, постало питання про методи скорочення арсеналу цих ракет. Одним з варіантів було запропоновано переобладнати їх в ракети-носії й використовувати для комерційних запусків.
Для реалізації програми створення і подальшої експлуатації ракети-носія «Дніпро» за рішенням Національного космічного агентства України була створена Міжнародна космічна компанія ЗАТ «Космотрас». До її складу входять підприємства та організації України, що створили ракетний комплекс PC-20 і здійснюють гарантійний і авторський нагляд в процесі його експлуатації (зокрема, українське КБ «Південне», яке було розробником МБР РС-20, ВАТ «Хартрон», розробило систему керування, та ін.)
Основу програми «Дніпро» складають більше ніж 150 ракет PC-20, придатних для переобладнання в ракети-носії. Особливе значення надається надійності запуску, і польотна надійність ракети-носія «Дніпро» підтверджена більш ніж 160 запусками (зокрема 5 запусків на навколоземну орбіту). Маючи у своєму розпорядженні великий парк базових ракет РС-20, «Космотрас» при запуску одночасно з основною ракетою має на космодромі у сховищі також і резервну ракету. При виникненні проблеми із запуском основної ракети резервна може бути підготовлена до запуску впродовж 30 діб, забезпечуючи тим самим виконання контракту в задані терміни. Жодна інша компанія-оператор запуску у світі не може запропонувати замовнику такий вид сервісу.

## Конструкція
Рідинна ракета-носій «Дніпро» виконана за двоступеневою схемою з послідовним розташуванням ступенів і розгінного ступеня. Як паливо використовується N2O4/UDMH.
На орбіті для кластерного запуску супутників використовується двигун РД-866.
Ракета має кілька модифікацій:
- «Дніпро-1» — базова модифікація, має максимальну наступність з ракетою РС-20. Використовує основні складові частини МБР без доробок, ЗА винятком перехідника обтічника.
- «Дніпро-М» — поліпшена модифікація, має ширші можливості з виведення корисного вантажу і підвищену висоту орбіти. Модернізація містила установку додаткових двигунів орієнтації та стабілізації, доопрацювання системи управління, установку подовженого головного обтічника.

## Використання
Всього виконано шістнадцять пусків ракети-носія «Дніпро». Дотепер ракетою «Дніпро» на навколоземні орбіти виведені 54 космічних апарата 14 країн, зокрема США, Англії, Німеччини, Японії, Франції, Канади, Росії, Єгипту, Італії, Іспанії, Швеції, Об'єднаних Арабських Еміратів, Саудівської Аравії та Малайзії. Програма «Дніпро», що забезпечує економічні пускові послуги малих і середніх космічних апаратів, завзято розвивається та набирає поширення.

## Перспективи
Наявність значного парку ракет (~ 150 штук), тривалого терміну їх гарантійної експлуатації, інфраструктури технічних і стартового комплексів на космодромах «Байконур», Ясний та Домбаровський, районів падіння відокремлюваних частин РН, наземного вимірювального комплексу, чинна кооперація підприємств розробників КРК «Дніпро», гарантують стабільність надання послуг по запуску космічних апаратів.
| Порівняння характеристик РН легкого класу                                                                         | Порівняння характеристик РН легкого класу | Порівняння характеристик РН легкого класу | Порівняння характеристик РН легкого класу | Порівняння характеристик РН легкого класу | Порівняння характеристик РН легкого класу | Порівняння характеристик РН легкого класу | Порівняння характеристик РН легкого класу | Порівняння характеристик РН легкого класу | Порівняння характеристик РН легкого класу | Порівняння характеристик РН легкого класу | Порівняння характеристик РН легкого класу |
| Ракета-носій | Країна                                    | Перший політ                              | кількість запусків в рік (всього)         | Широта СК                                 | Старт. маса, т                            | Маса КН, т                                | Маса КН, т                                | Маса КН, т                                | Успішних. пусків, %                       | Вартість пуску, млн $                     |                                           |
| Ракета-носій | Країна                                    | Перший політ                              | кількість запусків в рік (всього)         | Широта СК                                 | Старт. маса, т                            | НОО¹                                      | ГПО                                       | ССО²                                      | Успішних. пусків, %                       | Вартість пуску, млн $                     |                                           |
| --- | ----------------------------------------- | ----------------------------------------- | ----------------------------------------- | ----------------------------------------- | ----------------------------------------- | ----------------------------------------- | ----------------------------------------- | ----------------------------------------- | ----------------------------------------- | ----------------------------------------- | ----------------------------------------- |
| «Дніпро» | Україна                                   | 21.04.1999                                | 1-3 (17)                                  | 46° / 51°                                 | 211                                       | 3,7                                       |                                           | 2,3                                       | 94%                                       | 30,7                                      |                                           |
| «Рокот» | Росія                                     | 20.11.1990                                | 1-2 (18)                                  | 46° / 62°                                 | 107,5                                     | 2,1                                       |                                           | 1,6                                       | 89%                                       | 22,5 (€15)                                |                                           |
| «Вега» | Європейський Союз                         | 13.02.2012                                | 2(2)                                      | 5°                                        | 137                                       | 2,3                                       |                                           | 1,6                                       | 100% (2 пуски)                            | 42                                        |                                           |
| «Циклон-4М» | Україна                                   | ~2020                                     | 0                                         | 45°                                       | 193                                       | 5,685                                     | 1,6                                       | 3,91                                      |                                           | 23³                                       |                                           |
| «Союз-2.1в» | Росія                                     | 28.02 2013                                | 1                                         | 62°                                       | 160                                       | 2,8                                       |                                           | 1,4⁴                                      | 100% (1 пуск)                             |                                           |                                           |
| «Ангара 1.2» | Росія                                     | 2015                                      | 0                                         | 62°                                       | 171                                       | 3.8                                       |                                           |                                           |                                           |                                           |                                           |
| «Антарес» | США                                       | 21.04.2013                                | 1-2 (6)                                   | 38°                                       | 240                                       | 5,6                                       |                                           | 4,4                                       | 83,3% (6 запусків)                        |                                           |                                           |
| ¹ — висота 300 км, нахил відповідає космодрому; ² — висота 300 км, нахил 98°; ³ — оцінка, 2007; ⁴ — висота 835 км |                                           |                                           |                                           |                                           |                                           |                                           |                                           |                                           |                                           |                                           |                                           |